# Mas Hospital
Mas Hospital és una masia de Balenyà (Osona) inclosa a l'Inventari del Patrimoni Arquitectònic de Catalunya. És una casa de dimensió mitjana i coberta amb teulada a dues vessants desiguals. El portal d'entrada consta d'una llinda en forma de frontó i està datat a l'any 1751. Tot i que presenta algunes finestres de pedra treballada, no hi ha cap altre element remarcable. A la façana dreta hi ha adossat un cobert per guardar-hi eines. Es troba en estat d'abandonament.
Es troba citada l'any 1860 al "Nomenclàtor de la Província de Barcelona". Durant el segle XX hi visqué la família Oms.